# Rytidosperma violaceum
Rytidosperma violaceum là một loài thực vật có hoa trong họ Hòa thảo. Loài này được (É.Desv.) Nicora miêu tả khoa học đầu tiên năm 1973.